# Каракалпаки в Казахстане
Каракалпаки в Казахстане — представители каракалпакского народа, проживающие в Республике Казахстан. Наряду с ногайцами являются самым близким по языку и культуре к казахам народом.
Согласно переписи населения за 2021 год, их численность составляет 20007 человек. Наряду с узбеками являются быстрорастущим этносом.

## История
Предками каракалпаков считаются печенеги, а позднее кыпчаки. До середины XVIII века каракалпаки жили по среднему и нижнему течению Сырдарьи. В середине XVIII века бо́льшая их часть переселилась на Жанадарью — южный рукав древней дельты Сырдарьи. Сам этноним «каракалпак» переводится как «черные шапки» и относится к тому, что часть печенежских племён, проживавших на территории современной Каракалпакии, носили шапки из черной овечьей шерсти. В русских летописях их называли «черные клобуки», а в монгольских «кара малахайли».
Согласно историческим источникам, племена печенегов в X веке перекочевали с территории современного Каракалпакстана на юг России из-за нового нашествия тюркских племён с Востока. Там они входили в состав Ногайского ханства до его распада под ударом калмыцких племён. Печенеги возвращаются в родные степи и с этого момента они упоминаются как каракалпаки.
В 1714 году каракалпаки под руководством одного из глав племён Эшмухаммедхана (Эшимхан) основывают на территории Приаралья и низовьев Сырдарьи своё государства – Каракалпакского ханство, но в 1723 году оно распадается под ударом всё тех же калмыков. Каракалпакское государство разделилось на две части, племена одной из которых перекочевали в сторону Ташкента и назвали себя верхними каракалпаками, остальные же остались в низовье Сырдарьи и назвались нижними каракалпаками. Последние вместе с казахскими племенами отправляют посольство к русскому императору с просьбой о подданстве и уже в 1735 году становятся поданными Российской империи.
В 1730-х, Филипп Иоганн фон Страленберг, описывая степные орды, упоминает о «союзе» казахской и каракалпакской орды.
...Второе подразделение — это Азиатское, которое можно связать с ханом-узбеком. К нему относятся туркмены, которые живут на восточном побережье Каспия, Узбеки, как они сами себя называют, и Казакская орда, вместе с Каракалпакской, которая является союзником казахов.Филипп Иоганн фон Страленберг, Историко-географическое описание Северной и Восточной частей Европы и Азии
Во французской этнографической литературе начала XIX века также писали о дружественном и союзническом характере двух народов.
...Манкаты, или каракалпаки, суть друзья и союзники казахов, и такие же отъявленные разбойники. Эти две орды называют себя мусульманами, но им неизвестно, что такое Коран, и у них нет ни мулл, ни мечетей.Le Voyageur de la jeunesse dans les quatre parties du monde. Edition 2, Tome 3, 1804
Исторические данные конца XVI века показывают, что каракалпаки жили в соседстве с казахами, населявшими окрестности г. Сыганак на Сырдарье и имели экономические связи. В начале XVII века Бухарский хан Имамкули (1611—42) выступил в поход на берег Сырдарии, казахи и каракалпаки, объединившись, начали борьбу против него. Известно, что каракалпаки принимали участие в войнах против джунгар в составе войск казахских ханов. В период правления Тауке-хана, каракалпаки были подвластны Казахскому ханству. В «Годы великого бедствия» («Актабан шубырынды») каракалпаки вместе с казахами переселились к границе с Бухарским и Хивинским ханством. Затем каракалпаки разделились на две части — «нижние» и «верхние». Верхние каракалпаки, поднявшись вверх по течению Сырдарии, переселились в направлении Ташкента. Нижние, подчинившись Абулхайр-хану, поселились в низовьях Сырдарии. Вместе с казахами Младшего жуза в 1731 они подчинились Российской империи. В 1743 году каракалпаки отказались платить налоги и дань Абулхайр-хану. Неожиданно хан совершил набег на них, истребив порядка 300 тысяч каракалпакских кибиток (1 500 000 чел.) и угнав около 40 тыс. голов скота. После этого часть из них переселилась к «верхним» каракалпакам, остальные поселились на границе Хивинского ханства. Во второй половине XIX в. они подчинились хану Хивы и окончательно поселились в нижнем устье Сырдарии.
Во времена формирования советских республик Кара-Калпакская автономная область изначально входила в состав Казахской АССР. Но в 1936 году окончательно вошла в состав Узбекской ССР.
После распада СССР и политической нестабильности немало каракалпаков вместе с казахами эмигрировало из Узбекистана в Казахстан.

## Численность
| Год  | Численность каракалпаков в Казахстане |
| ---- | ------------------------------------- |
| 2009 | 2828                                  |
| 2021 | 20007                                 |

## Организации
С 1999 года в Мангистауской области действует этнокультурное объединение «Аллаяр жолы», основное направление которого заключается в сохранении каракалпакского языка и представлении культуры и истории Каракалпакстана жителям Мангистау. С 22 декабря 2009 года на его базе было создано «Каракалпакское этнокультурное объединение «Аллаяр жолы-Актау»». В Атырауской области зарегистрировано этнокультурное объединение «Едил Жайик».